# Изобарен процес
Изобарен процес (на старогръцки: ισος, isos — еднакъв + на гръцки: βαρος, baros – тежък) е термодинамичен процес, който протича при постоянно налягане. Съгласно закона на Гей-Люсак, при изобарен процес в идеален газ {\displaystyle {\frac {V}{T}}=\mathrm {const} }.
Работата, извършена от газа при разширението му или компресията е равна на
{\displaystyle A=\Delta (p\,V)}
{\displaystyle {\frac {p}{T}}=\mathrm {const} }.
При изобарен процес отношението на обема V към абсолютната температура на определена маса газ остава постоянно
V:T = const. Закон за изобарен процес
V1:T1= V2:T2  изобарен процес